# Експеримент на Розенхан
Експериментът на Розенхан е известен експеримент, насочен към това да се определи валидността на психиатричните диагнози. Експериментът е проведен от психолога Дейвид Розенхан, професор от Станфордския университет и публикуван в журнала „Наука“ през 1973 г. под заглавието On being sane in insane places (Да бъдеш нормален на ненормални места). Изследването е разглеждано като важна и значима критика на психиатричните диагнози. Идеята за експеримента се появява по време на лекция на Роналд Лейнг, на която присъства и Розенхан. След нея той се запитва дали има начин да се тества експериментално надеждността на психиатричните диагнози.

## Експеримента
Експериментът се провежда през 1973 г. В него участват 8 здрави доброволци, които се опитват да постъпят в 12 различни психиатрични болници. Групата се състои от двадесетина годишен студент по психология, трима психолози, един педиатър, художник и домакиня, както и самия Розенхан. От тези осем души – петима са мъже, а три са жени. Всички постъпват с псевдоними, а тези, които са с професии, свързани с душевното здраве (психолозите) умишлено са променили своите професии, за да не предизвикат подозрение. Преди опита за постъпването в психиатрия се наема адвокат, който да се намеси в случай, че се появят затрудения при евентуално желание да се излезе от психиатрията. 12-те психиатрични болници се намират на Западния или Източния бряг на САЩ и са разположени в пет различни щата. Според Розенхан някои са „стари и занемарени, други са доста нови. Някои имат добро съотношение персонал-пациенти, а други имат доста малък персонал. Една е частна клиника. Всички други са щатско или федерално финансиране или на университетско финансиране“.
Псевдопациентите посещават психиатрите с оплаквания, че чуват гласове. Като са запитани какво им казват гласовете, те отговарят „празен“, „кух“ и звук като от падане на тежък предмет (туп). Псевдопациентите са инструктирани да казват, че гласовете са от техния пол, и не са им познати. Изборът на тези симптоми е нарочно избран поради очевидната им прилика с екзистенциални симптоми, които се отнасят до безсмислието на живота, така че все едно псевдопациентите си казват „моят живот е празен и кух“.
В своите лични истории псевдопациентите променят само името си, работата, призванието си. Никакви други промени не са правени, а самите псевдопациенти разказват за живота си такъв, какъвто е, за отношенията си с реалните братя, съпрузи и съпруги, деца, колеги и така нататък. Веднага след приемането псевдопациентите спират да симулират симптоми и се държат нормално. В някои случаи поради неочакваното за самите псевдопациенти приемане в болницата, те са показвали симптоми на лека нервност и тревожност. Това се дължи на страха им да не бъдат изобличени, а повечето от тях не са посещавали никога психиатрични отделения. Псевдопациентите следват инструкциите на санитарите, не отказват пиенето на лекарства (макар че не ги поглъщат) и следват инструкциите, свързани със столовата. Разговарят с другите пациенти и персонала. Отначало се опитват да си водят бележки скрито, но след като установяват, че никой не се интересува, те започват да го правят открито.
Всички пациенти са освободени с диагноза шизофрения „в ремисия“, а според Розенхан израза „в ремисия“ подсказва, че симулациите на псевдопациентите не са открити или заподозрени, а това е по-скоро свидетелство, че веднъж сложена тази болест, тя остава завинаги като етикет върху човека.
По време на първите три хоспитализации 35 от 118 пациента на болниците са изразили своите съмнения относно колко са болни псевдопациентите. Някои от тях дори са го направили доста енергично с изрази като „Ти не си луд. Ти си журналист или професор (вземайки предвид продължителното водене на бележки). Проверяваш болницата.“ Въпреки че някои от пациентите са уверени от псевдопациентите, че са били болни при влизането в психиатрията, някои все пак остават подозрителни. Според Розенхан неуспеха да се разбере, че псевдопациентите са здрави се дължи на това че лекарите правят грешка, която статистиците наричат грешка „Втори род“. Тя се състои в това, че лекарите са по-склонни да открият, че здрава личност е болна (лъжливо положителен, втори род), отколкото, че болна личност е здрава (лъжливо отрицателен, първи род). Причините се крият в това, че е по-опасно да пропуснеш да хоспитализираш болен, отколкото здрав.

## Втори експеримент: несъществуващия измамник
След приключването на първия експеримент, Розенхан прави втори експеримент. Някои от персоналите на психиатрии изразява съмнение, че в тяхната болница може да се случи подобна грешка, за това те са уведомени, че в рамките на три месеца един или повече псевдопациенти ще им бъдат изпратени в техните болници. Всеки от персонала е помолен да оцени всеки пациенти, който идва за хоспитализация според това до каква степен те смятат, че е измамник. Използва се 10-степенна скала, като 1 е най-високата степен на убеденост, че пациента е измамник, а 10 най-ниската степен. Оценени са общо 193 пациента, които са допуснати до психиатрично лечение. Оценките се правят от персонала, който е установил контакт или от тези, които се грижат главно за тях: медицински сестри, психиатри, лекари и психолози. Резултатът от оценките показва, че 41 пациента са класифицирани с висока степен на убеденост, че са псевдопациенти от поне 1 от членовете на персонала. Двадесет и трима са заподозрени от поне един психиатър, 19 от един психиатър и един друг член на персонала. Всъщност нито един от постъпващите пациенти не е бил изпратен от Розенхан.
Този експеримент, според Розенхан, показва че когато на карта са заложени престиж и диагностична проницателност, тогава лесно може да се премине от грешка от втори род към грешка от първи род, а именно „болни“ да бъдат определени като „здрави“. Според него „всеки диагностичен процес, който се поддава твърде лесно на огромни грешки от този род не може да бъде много надежден“.

## Критика
Един от критиците на експеримента на Розенхан е психиатърът Робърт Спитцър. Той цитира критиката на Кети относно експеримента на Розенхан през 1975 г:
„Ако аз изпия литър кръв и прикривайки това, посетя спешното отделение на която и да е болница, повръщайки кръв, поведението на персонала би било доста предвидимо. Ако те определят, че имам кървяща язва и лекувайки ме от това се съмнявам, че бих могъл да твърдя убедително, че медицината не знае как да диагностицира това състояние.“
Кети още така смята, че психиатрите не очакват непременно, че пациента се преструва на психично болен и по тази линия на размисъл на изследването му липсва реализъм. Розенхан нарича това „ефект на експериментатора“ или „грешка на очакването“, нещо, което показва проблемите, които е разкрил, а не проблема в неговата методология.
Експериментът „засилва движението за реформи в психиатричните институции и деинституционализирането на колкото се може повече психично болни пациенти“.